# Velika Jastrebica
Die Velika Jastrebica (deutsch: Großer Falkenberg) ist mit 1862 m Höhe Hauptgipfel im Hochplateau der Bijela gora. Sie ist Bestandteil des Orjen-Gebirges im Westen Montenegros. Auf der Velika Jastrebica verläuft die Grenzlinie zu Bosnien und Herzegowina.
Der abgerundete Gipfel ist zwar einfach zu besteigen, jedoch schwierig zu erreichen. Ein direkter Aufstieg zur Velika Jastrebica existiert nicht. Sie wird zumeist über die Gratwanderung Zubački kabao – Vučji zub – Velika Jastrebica erreicht. Von Bosnien ist ein Aufstieg über die Pirina poljana und eine Gratwanderung von der Mala Jastrebica zur Velika Jastrebica der gebräuchlichste Weg. Ein Aufstieg von Norden aus der Bijela gora ist durch Verschränkung von überschobenen und gefalteten geologischen Schichten sowie der glazialen Überprägung schwierig. In dem weitläufigen Plateau der Bijela gora ist daher nur über die Riesendoline der Katunište ein Aufstieg erfolgversprechend.

## Relief
Der Kamm Velika Jastrebica bildet den weitläufigsten Grat im Orjen, der über 1800 m hoch ist. Von Südost nach Nordwest besteht er aus den drei einzelnen Gipfeln Kršljev mramor, Velika Jastrebica und Bezimeni vrh.
Zahlreiche Kare zeugen von intensiver Vereisung während der Eiszeit. Zwischen Kršljev mramor und Velika Jastrebica liegt das talabwärts sich stark verschmälernde Südostkar der Velika Jastrebica. Als langgezogenes Kar führt es zur Riesendoline des Opuvani do. Das Nordwestkar der Jastrebica ist weitläufiger; in seinem unteren Bereich liegt eine kleine abflusslose Senke.
Die Jastrebica ist gegen Bijela gora durch eine markante geologische Überschiebung in einer glazial überprägten Schwelle abgegrenzt. Diese als Schichttreppe angelegte Schwelle ist ein schwer zu überwindendes Hindernis. Damit ist die Jastrebica von den weitläufigen Zungenbecken von Jarčiste und Zungenbecken von Ledenice kaum zu erreichen. Hangabwärts stehen weitläufige urwaldartige Hochwälder aus Weißtannen und Buchen. Das Grenzwaldökoton bildet die Schlangenhaut-Kiefer.

## Geologie
Die Jastrebica ist gänzlich aus kreidezeitlichen Karbonatsteinen aufgebaut. Sie fallen in einem steilen Winkel gegen die Bijela gora ein. Die jungquartären Ablagerungen sind heute allesamt mit Hochwald bestanden. Eine eindeutige zeitliche Zuordnung der quartären Moränen ist dadurch auf der Jastrebica im Unterschied zu den anderen weitläufigen Moränenlandschaften im Orjen nicht erfolgt.

## Geschichte

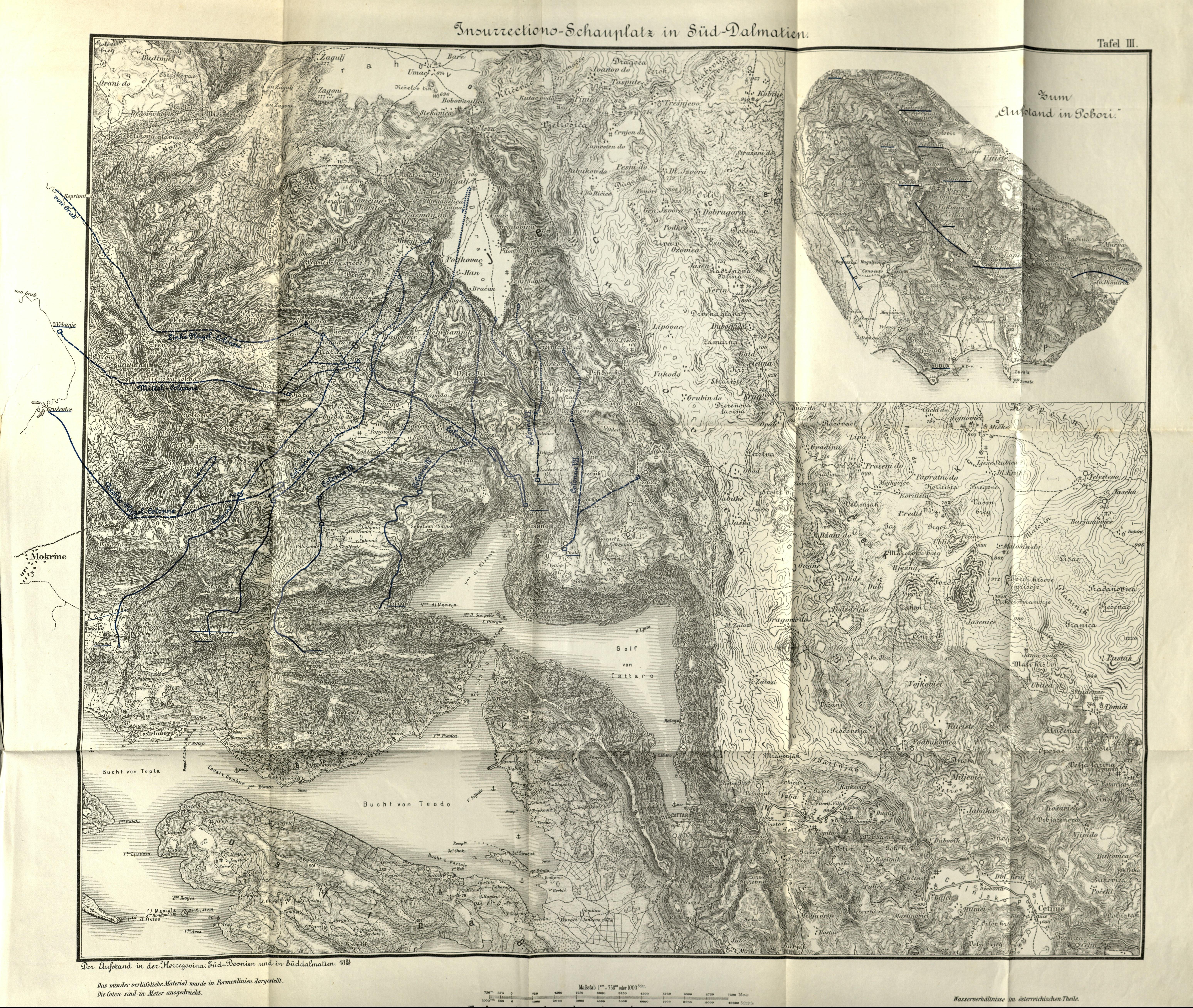
Der zweite montenegrinische Aufstand in der Krivošije führte zu einem Eingreifen des k. k. Militärs. Im Orjen dauerten die Kämpfe vom 7. März bis zum 10. Mai 1882. Sie kulminierten am 9. und 10. Mai im Gefecht am Vučji zub und der Jastrebica.

Die Geschichte der Jastrebica ist durch die Bestimmung der Grenzlinie zwischen den Besitzungen Venedigs und des Osmanischen Reiches sowie im Nachfolgenden durch die k. k. Monarchie (Österreich-Ungarn) und das Osmanische Reich geprägt. Der Name der Jastrebica tauchte im 17. Jahrhundert in venezianischen Karten als Mte Falcone auf. Dabei ist die kartografische Zuordnung aufgrund topografischer Mängel in den frühen Karten aber ungewiss.
Ab 1850 wird mit den damals neu gezeichneten Militär-Karten die Topographie auch der abgelegenen Teile des Orjens eindeutiger. Die Velika Jastrebica behält als Grenzgipfel aber gegenüber allen anderen Gipfeln eine stärker schematisierte Schraffur. Insbesondere fehlen überzeugende Darstellungen der Nordseite.
Mit den Aufständen in der Krivošije 1869 und 1882 tritt eine exakte militärische Topographie im Orjen nochmals in den Vordergrund. Ein Jahr nach dem Aufstand führt das k. u. k. Militärgeographische Institut neue Aufnahmen des Inlands auch auf der Nordseite der Jastrebica durch. Diese Karte im Maßstab 1:75.000 wurde 1909 veröffentlicht. Nach dem verlustreichen Gefecht vom 9./10. Mai an der Jastrebica und dem Vučji zub wurde auch die Kammlinie der Jastrebica mit Grenzsteinen markiert. Große Partien an den unübersichtlichen nördlichen Hängen der Jastrebica verblieben jedoch auch mit der neuen topographischen Aufnahme noch stark schematisiert. In der detaillierten Karte 1:10.000, die die k. u. k. Monarchie noch vor dem Ersten Weltkrieg von der Bucht von Kotor aufnehmen ließ, blieb die Kammlinie um die höchsten Orjen-Gipfel ausgespart.